# Пьотър Климук
Пьотър Илич Климук (на беларуски: Пётр Ільіч Клімук) е съветски космонавт от беларуски произход, с 3 полета в космоса.
Роден е в Комаровка, Брестка област, Беларуска ССР, СССР. След завършване на висше образование Климук постъпва в съветските ВВС през 1964 г. На следващата година е избран за участник в космическата програма на СССР.
Първият му полет е с тестовия Союз 13, проведен на 18 - 26 декември 1973 г. Лети с Валентин Лебедев в продължение на 7 дни 20 часа 55 минути и 35 секунди.
През 1975 г. влиза в състава на дублиращите екипажи на космическия кораб Союз 17 и неуспешния полет на Союз 18а.
Втория си полет извършва на Союз 18, заедно с Виталий Севастянов, до орбиталната станция Салют-4. Полетът протича от 24 май до 26 юли 1975 г. и е с продължителност 62 дни 23 часа 20 минути и 8 секунди.
Своя трети полет в космоса извършва от 27 юни до 5 юли 1978 г. като командир на международен екипаж, заедно с космонавта-изследовател поляка Мирослав Хермашевски, на космическия кораб „Союз 30“ и орбиталната станция „Салют-6“. Там работят с нейния екипаж – Владимир Ковальонок и Александър Иванченков. Продължителността на полета е 7 дни 2 часа 2 минути 59 секунди.
За всичко 3 полета сумарният му престой в космоса е 78 дни 18 часа 18 минути 42 секунди.
Бил е депутат във Върховния съвет на СССР.
Награждаван е многократно: 2 пъти с почетното звание „Герой на Съветския съюз“, 3 пъти с ордена Ленин, с множество други медали и отличия. Почетен гражданин е на градовете Брест (Беларус), Джезказган и Ленинск (Казахстан), Радом (Полша), Гагарин и Калуга (Русия), Кременчуг и Чернигов (Украйна).